# دستگاه شنوایی
دستگاه شنوایی یا سیستم شنوایی، سیستم حسی مخصوص حس شنوایی است. این سیستم شامل هر دو اندام‌های حسی شنوایی (گوش) و قسمت‌های شنوایی سیستم حسی است.

## گوش خارجی
چین و شکن‌های غضروف اطراف کانال گوش پینا نامیده می‌شود. امواج صوتی زمانی که به بینا برخورد می‌کنند منعکس شده و تضعیف م شوند. این تغییرات اطلاعات اضافی را فراهم می‌کند که به مغز برای تعیین جهت تولید صوت کمک خواهد کرد.

## قشر شنوایی اولیه

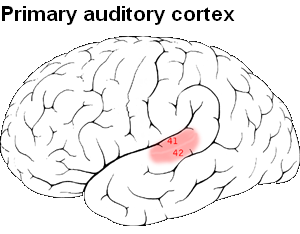

قشر شنوایی اولیه اولین منطقه از قشر مخ است که ورودی شنوایی را دریافت می‌کند.
درک صدا در قسمت چپی و خلف مربوط به شکنج فوقانی تمپورال (STG) اتفاق می‌افتد. شکنج فوقانی تمپورال شامل چندین ساختار مهم در ساختار مغز است از جمله مناطق ۴۱ و ۴۲ برودمن و محل قشر شنوایی اولیه. این منطقه از قشر مغز مسئول احساس ویژگی‌های اولیه صدا مانند ریتم است. ما از کارهای انحام شده روی پستانداران غیرانسان می‌دانیم که قشر شنوایی اولیه احتمالاً می‌تواند به خودی خود به نواحی با عملکردهای جزئی تر تقسیم شود.
نورون‌ها ی قشر شنوایی اولیه می‌تواند جزو نورون‌هایی در نظر گرفته شود که پذیرای زمینه ی آنها قسمت‌های مختلف فرکانس شنوایی را پوشش می‌دهند و نسبت به هارمونیک‌های مختلف پیچ حساس هستند. میدان تأثیر نورون‌های یکپارچه ساز اطلاعات دو گوش یک منطقه خاص از فضای شنوایی را ئوشش می‌دهند.